# الشنیتسا (استان صوفیه)
الشنیتسا (به بلغاری: Eleshnitsa) یک منطقهٔ مسکونی در بلغارستان است که در استان صوفیه واقع شده‌است. الشنیتسا ۳۳٫۸۵۱ کیلومتر مربع مساحت و ۴۱۲ نفر جمعیت دارد و ۷۲۳ متر بالاتر از سطح دریا واقع شده‌است.